# جورج شو (سياسي)
جورج شو (بالإنجليزية: George Shaw)‏ هو سياسي أسترالي، ولد في 28 يوليو 1913 في أستراليا، وتوفي في 9 يناير 1966 في نفس البلد. حزبياً، نشط في الحزب الوطني الأسترالي. وقد انتخب عضو مجلس النواب الأسترالي عن دائرة Division of Dawson ‏ (30 نوفمبر 1963 – 9 يناير 1966).